# 聖吉爾斯教堂
聖吉爾斯教堂（St Giles-without-Cripplegate）是英國倫敦市的一座英國聖公會的教堂，奉獻給聖吉爾。這座教堂是倫敦少數在倫敦大火中倖存的教堂。聖吉爾斯教堂所在地在11世紀時就已有教堂存在。1394年，這裡的教堂重建為哥特式建築。1950年，聖吉爾斯教堂被列入I級登錄建築。

## 外部連結
- St Giles's Church website （页面存档备份，存于）